# Joseph Hansen (militant communiste)
Pour les articles homonymes, voir Joseph Hansen et Hansen.
Joseph Leroy Hansen, né le 16 juin 1910 à Richfield en Utah et mort le 18 janvier 1979 à New York, est un militant trotskiste américain ; il fut l'un des principaux dirigeants du Socialist Workers Party. 

## Biographie
Aîné d'une fratrie de 15 enfants d'une famille de la classe ouvrière, Joseph Hansen est le seul à parvenir au collège. Son père, Conrad J. Z. Hansen, était un tailleur originaire de Norvège.
Hansen se radicalise politiquement pendant la Grande Dépression, il devient communiste et rejoint le groupe américain trotskiste mené par James P. Cannon.
Avec sa femme Reba, Hansen part à Mexico rencontrer le dirigeant communiste russe exilé, Léon Trotsky. Hansen sert Trotsky comme secrétaire et garde de 1937 à 1940. Quand l'agent stalinien Ramon Mercader tue Trotsky d'un coup de piolet, Hansen avec Charles Cornell empêchent l'assassin de s'enfuir.
Hansen retourne par la suite aux États-Unis et travaille comme marchand de poissons. Au même moment, il devient rédacteur du quotidien du SWP, The Militant, pendant plusieurs années. De 1940 à 1975, Joe Hansen est membre du Comité national du SWP.
Il aide en 1963 à réunifier le « Secrétariat International de la Quatrième Internationale » et le « Comité International de la Quatrième Internationale » dans le Secrétariat unifié de la Quatrième Internationale. Il devient l'un des dirigeants de l'Internationale unifiée et l'un des rédacteurs de son organe de presse anglais, initialement appelé Word Outlook, renommé plus tard en Intercontinental Press/Inprecor.
Joseph Hansen a fortement soutenu la Révolution cubaine de 1959 et écrit un livre à ce propos, Dynamics of the Cuban Revolution. A Marxist Appreciation. Il visite Cuba en compagnie de Farrell Dobbs au début des années 1960.
Joseph Hansen meurt le 18 janvier 1979 à New York à la suite de complications infectieuses. Sa femme et plus proche collaboratrice, Reba Hansen, reste au Socialist Workers Party jusqu'à sa mort en 1990.